# Hexopée
Hexopée, anciennement CNEA (Conseil National des Employeurs d'Avenir) est un syndicat d’employeurs de l’Économie Sociale et Solidaire représentatif dans les secteurs de l’animation, du sport, du tourisme social et familial, et des foyers et services pour les jeunes travailleurs. Le syndicat est un partenaire social et un acteur du dialogue social dans ces quatre branches.
Les adhérents sont principalement des entreprises, des associations, des fondations, des clubs, avec des activités dans les domaines de l’éducation, du sport, de la culture, de la protection de la nature et de l’environnement, des sciences, du tourisme et de la formation. Le CNEA rassemble près de 12 000 structures dans ces secteurs.
Le syndicat est membre de l’UDES (Union des Employeurs de l’Économie Sociale et Solidaire).
Il est aussi le premier syndicat national d’employeurs à avoir obtenu le "label diversité" décerné par AFNOR Certification.

## Description
Hexopée, anciennement Conseil National des Employeurs d'Avenir a été créé en 2001. C'est un syndicat d’employeurs représentatif dans les branches de l'animation, du sport et du tourisme social et familial, formé du rassemblement de six syndicats : le SADCS, le SNEFA, le SNOGAEC, l’UNODESC, le SATPS et le SNEFOS,.
Il est présidé depuis le 2017 par Didier Jacquemain (Fédération Nationale des Francas).
Son délégué général est David Cluzeau.
Hexopée se situe au 88 rue Marcel-Bourdarias, à Alfortville.